# Nonbinary
Nonbinary è un singolo della musicista venezuelana Arca, pubblicato il 30 aprile 2020 come primo estratto dal quarto album in studio KiCk i.

## Descrizione
Nella canzone di apertura dell'album, Nonbinary, Arca implora ripetutamente l'ascoltatore di "parlare per se stesso". In un'intervista per Paper la musicista ha infatti affermato:

## Tracce
Testi e musiche di Alejandra Ghersi.
1. Nonbinary – 2:19

## Formazione
Crediti tratti dall'edizione LP dell'album.
- Arca – performer, autrice dei testi, autrice delle musiche, produzione
- Alex Epton – missaggio
- Enyang Urbiks – mastering